# LatticeMico8
A LatticeMico8 egy 8 bites RISC puha (ill. szoft-) processzormagot tartalmazó, FPGA-kban való felhasználásra optimalizált mikrovezérlő és keresztezhető programozható logikai eszköz (PLD) architektúra a Lattice Semiconductortól. A keresztezhetőség a licencfeltételek szerint megengedi a magok egyedi, független tervekben történő használatát.
A LatticeMico8 egy rugalmas Verilog referenciaterv, amely alkalmas különböző piacok számára, így a kommunikáció, fogyasztói, számítógépes, orvosi, ipari, és autóipari területeken is alkalmazható.
A mag minimális eszközerőforrást igényel, a legkisebb konfigurációban 200-nál kevesebb keresőtáblát (LUT), miközben széles körű funkciókészletet biztosít.
A LatticeMico8 magok egy új szabad (IP: intellectual property, szellemi tulajdont képező tartalom) licenc hatálya alatt állnak, ami az első ilyen licenc, amelyet bármely FPGA szállító kínál. Az IP-mag használatának fő előnyei a nagyobb rugalmasság, a javított hordozhatóság és a licencköltségek hiánya. Ez az új szerződés biztosítja a szabványos nyílt forráskódú licencek néhány előnyét és lehetővé teszi a felhasználók számára, hogy saját tervezésű kialakításokat alakítsanak ki a licencelt mag mellett. Ezen felül lehetővé teszi a tervek bitfolyam vagy FPGA formátumban való terjesztését anélkül, hogy a licenc másolatát mellékelni kellene. A fejlesztők azonban kötelesek bizalmasan kezelni a mag forráskódját és „kizárólag tervezési dokumentáció és származékos művek előkészítése céljából ... a Lattice programozható logikai eszközök programozására szolgáló kialakítások fejlesztésére” használni azt.

## Szerkezet
A LatticeMico8 mikrovezérlő kialakítása konfigurálható. 18 bites utasításkészletében 16 vagy 32 általános célú regiszter használható. Adatútja 8 bites, azaz bájt méretű adatokat dolgoz fel, az általános célú regiszterei 8 bitesek. 16 regiszteres konfigurációban az R16–R31 regiszterek a megfelelő R0–R15 regiszterekre képződnek le. A mikrovezérlő három független memória-régiót használ, a PROM, a gyorstár (scratchpad) és a perifériás memóriarégiókat. Minden memóriarégiónak saját, független bemeneti/kimeneti interfésze van, és saját utasításkészlet-támogatással rendelkezik. A memóriarégiók mérete és helye konfigurálható, akár átfedésekkel is, míg mindhárom memóriarégió teljes méretben a 4 GiB-os címtartományon belül helyezkedik el. A memória 256 bites logikai lapokra oszlik, és a címzéshez lapozóregiszterek használatával történik. Ezzel együtt maximális memóriaméret esetén a memóriacímek 32 bitesek. A processzor maszkolható megszakításokat kezel, hardveres veremmel is rendelkezik.
A LatticeMico8 eszközkészlet tartalmaz utasításkészlet-szimulátort is a mikrovezérlőhöz, ami megkönnyíti a gazda-platformon történő fejlesztést.

## Jellemzők
- 8 bites adatút
- 18 bit széles utasítások
- 32 vagy 16 általános célú regiszter
- 32 bájt belső gyorstár (scratchpad) memória
- A bemenet/kimenet „portok” használatával történik (legfeljebb 256 db port)
- opcionális 256 bájt külső gyorstár RAM
- két ciklus utasításonként
- Lattice UART referenciaterv periféria

## Fordítás
Ez a szócikk részben vagy egészben  a   LatticeMico8 című angol Wikipédia-szócikk ezen változatának fordításán alapul.  Az eredeti cikk szerkesztőit annak laptörténete sorolja fel. Ez a jelzés csupán a megfogalmazás eredetét és a szerzői jogokat jelzi, nem szolgál a cikkben szereplő információk forrásmegjelöléseként.